# T'o
Cette page contient des caractères spéciaux ou non latins. S’ils s’affichent mal (▯, ?, etc.), consultez la page d’aide Unicode.
T'o, թօ ou թո en arménien ([tʰo]), est la 9e lettre de l'alphabet arménien.

## Linguistique
T'o est utilisé pour représenter le son d'une consonne occlusive alvéolaire sourde aspirée ([tʰ]).

## Représentation informatique
- Unicode[1] :
  - Capitale Թ : U+0539
  - Minuscule թ : U+0569